# Lago Čukoč'e
Il lago Čukoč'e (in russo Чукочье озеро?) è un lago d'acqua dolce della Russia siberiana orientale, situato all'interno del Circolo polare artico. Si trova nel Nižnekolymskij ulus della Repubblica Autonoma della Sacha-Jacuzia.

## Descrizione
Il Čukoč'e si trova nel nord-est del Bassopiano della Kolyma, a sinistra del delta della Kolyma, al cui bacino appartiene. Tramite canali si collega con il vicino lago Malyj Čukoč'e (Piccolo Čukoč'e), con il lago Nerpič'e e con il ramo sinistro del delta della Kolyma, il canale Čukoč'ja. Esteso per 120 km², le sue misure sono 23 km di lunghezza per 10 km di larghezza. La profondità è insignificante. La zona costiera è paludosa. Il lago è alimentato da neve e pioggia ed è gelato da settembre sino fine maggio-inizio giugno.
Non sono presenti insediamenti nel bacino lacustre.

## Fauna
In estate, il lago funge da luogo di nidificazione per un gran numero di oche e anatre. Ci sono pascoli di renne vicino al lago.
Il lago è ricco di Brachymystax lenox, coregoni, (Coregonus muksun, Coregonus albula, omul) e nelma.